# Форсети (кратер)
Форсети (лат. Forseti) — 144-километровый ударный кратер, находящийся на самом большом спутнике Сатурна — Титане. Является вторым по величине (на апрель 2015 года) ударным кратером на Титане.

## География и геология
Координаты кратера — 25°31′ с. ш. 10°29′ з. д. / 25,51° с. ш. 10,49° з. д.. На юго-западе находятся две местности Титана — светлая местность Дильмун, а также тёмная местность Шангри-Ла и 82-километровый ударный кратер Сой. На северо-западе расположена макула Элпис и равнина Поритрин.
К настоящему времени космический аппарат «Кассини», находящийся на орбите Сатурна, исследует поверхность Титана, когда сближается с ним, благодаря этому удалось подтвердить наличие на его поверхности десяти крупных кратеров (на апрель 2015). 
Плотная атмосфера Титана из азота препятствует образованию кратера диаметром меньше 20 км, потому что метеорит во время падения успевает сгореть в атмосфере, так и не достигнув поверхности. В 2007 году было заявлено, что в течение следующих семи лет «Кассини» будет проводить радиолокацию поверхности Титана, и выражена надежда на обнаружение новых кратеров в связи с картографированием около 50 % его поверхности.

## Эпоним
Кратер назван в честь Форсети — бога правосудия и справедливости в германо-скандинавской мифологии. Это название было утверждено Международным астрономическим союзом в 2015 году.